# Georgy Porgy (single)
"Georgy Porgy" is een lied van de Amerikaanse rockband Toto. Het werd in 1978 als derde single van hun debuutalbum uitgegeven door Columbia Records. Het instrumentale nummer "Child's Anthem" werd gebruikt voor de B-kant. De uitgave van deze single liet in Nederland op zich wachten tot 1979. In 1987 en 2004 werd "Georgy Porgy" opnieuw uitgegeven, met het bekende "Africa" op de B-kant.
Het lied werd geschreven door David Paich, die ook de pianopartij speelt. De mannen van Toto werkten voor "George Porgy" samen met zangeres Cheryl Lynn. Zij zingt teksten uit het in de jaren 1840 gecomponeerde kinderlied "Georgie Porgie".
"George Porgy" werd vrij veel op de Amerikaanse radio gedraaid. De single bereikte de achtenveertigste plaats in de Billboard Hot 100. Het succes ervan had een platencontract voor Lynn tot gevolg.

## Musici
- David Hungate - basgitaar
- Bobby Kimball - achtergrondzang
- Steve Lukather - zang, elektrische gitaar
- Cheryl Lynn - achtergrondzang
- David Paich - piano
- Jeffrey Porcaro - drums, percussie
- Steve Porcaro - keyboard